# Абу Бакр II аль-Мутавакіль
Абу Ях'я Абу Бакр II аль-Мутавакіль (араб. أبو يحيى أبو بكر المتوكل; д/н — 19 жовтня 1346) — 13-й султан і 12-й халіф Держави Хафсідів у 1318—1346 роках.

## Життєпис

### Боротьба за владу
Онук султана Абу Ісхак Ібрагіма I і другий син син Абу Закарії Ях'ї, еміра Беджаї. Батько Халіда з 1285 року з перемінним успіхом боровся за владу. На 1294 року він вже володів західними землями держави Хафсіди та Південною Іфрікією з Триполітанією. Проте наступні війни проти військ маринідського султана Абу Якуб Юсуфа спричинили втрату більшості володінь.
Народився Абу Бакр у м. Костянтина, проте рік достеменно невідомий. Тут здобув освіту під орудою шейха Умара аль-Джабалі.
1301 року після смерті батька його старший брат Абу'л Бака Халід став еміром Беджаї і Костянтини. 1309 року той зміг повалити халіфа Абу Бакра I, ставши новим володарем держави. При цьому брат нового халіфа — Абу Бакр — отримав посаду валі (намісника) Костянтини.
1310 року Абу бакр повстав проти брата Абу'л Баки Халіда I, зумівши стати незалежним. За цим спробував захопити Беджаю, але невдало. Це вдалося лише 1311 року. Разом з тим Халіда I було повалено й новим халіфом став Закарія I. Деякий час Абу Бакр мав з ним мирні відносини, сподіваючись здобути мирним шляхом владу як представник династії Хафсідів. Водночас готував військо. Бойові дії між ними почалися у 1312 році. У 1313 році в цю війну втрутився заянідський султан Абу Хамму I, що намагався захопити Беджаю і Костянтину. Війна трьох володарів тривала до 1315 року, поки кожен не повернувся до своїх володінь.

### Панування

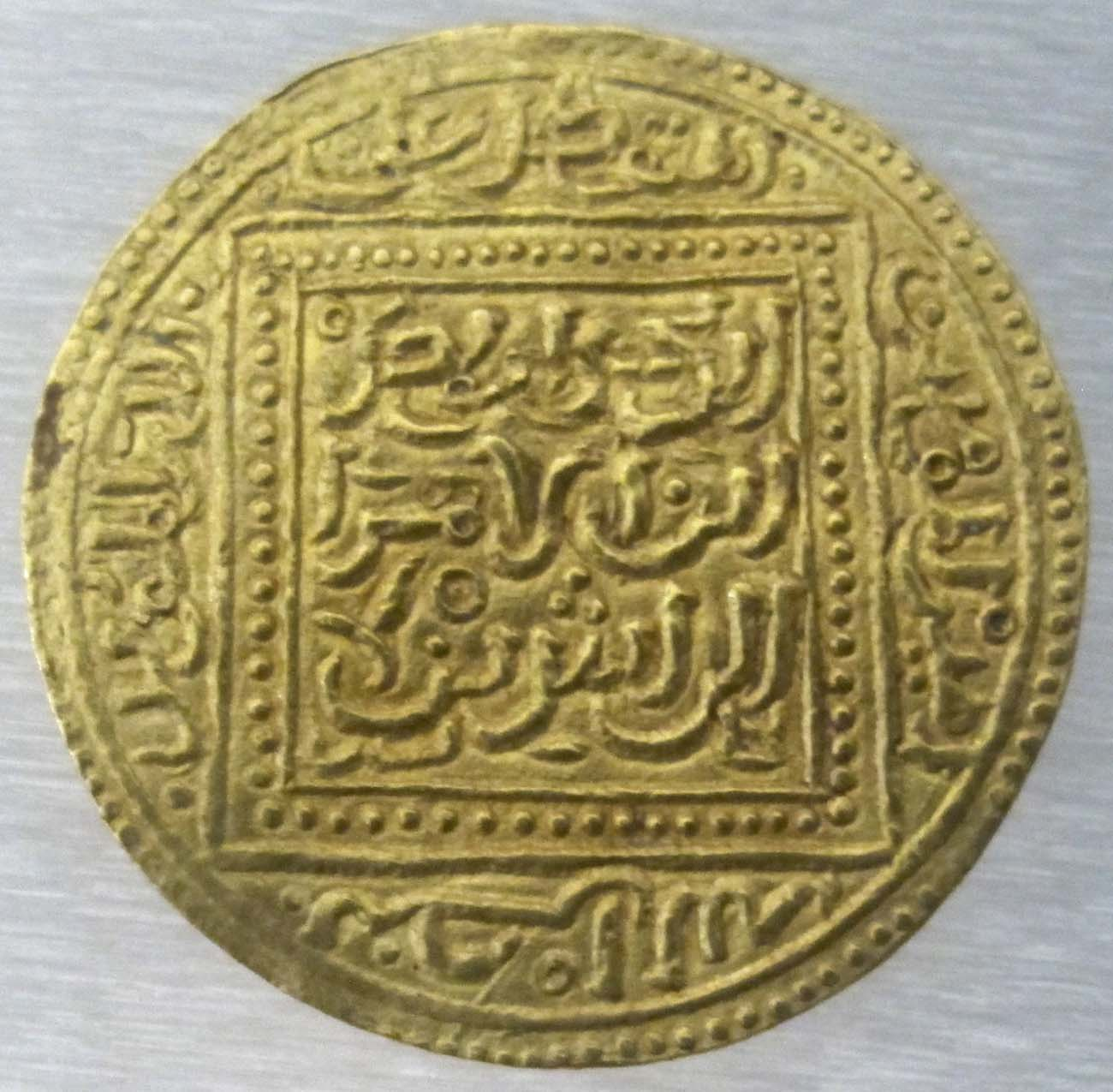
Динар Абу Бакра II

1317 року Абу Бакр почав новий наступ, захопивши Південну Іфрікію. після цього Закарія I зрікся влади на користь сина Мухаммада III. З ним бойові дії тривали 9 місяців, поки 8 червня 1318 року Абу Бакр не захопив Туніс. Його суперник втік до Махдії.
Втім новий халіф не міг повністю контролювати володіння. 1319 року на казлик Мухаммада III до Держави Хафсідів знову вдерся заянідський султан Абу Ташуфін I. Проте Абу Бакру II вдалося відбити напад. 1320 року для зміцнення свого становища призначив валі провінцій своїх синів. Але вже 1321 року зазнав поразки від заянідів, втративши Беджаю і Туніс, сам Абу Бакр II втік до Костянтини. В результаті в Тунісі був посаджений заянідський васал Абу Імран аль-Хафс. З ними та Заянідами Абу Бакр II вів тривалі війни.
1329 року уклав союз із маринідським султаном Абу Саїд Усманом II, спрямований проти заянідського султана Абу Ташуфіна I. У 1330 році остаточно здобу Абу Імрана.
З 1332 року відвойовував втрачені володіння в Іфрікії та Триполітанії. 1335 року загроза Заянідів зникла через війну тих проти Маринідів. Того ж року хафсідським військам удалося відвоювати в сицилійців важливий острів Джерба. Але перемога Маринідів над Заянідами у 1337 році викликала занепокоєння. Тому таємно підтримував заянідський опір.
З 1343 року відносини з Маринідами погіршилися, що згодом призвело до війни між ними. Помер Абу Бакр II 1346 року. Йому спадкував син Абу Хафс Умар II.